# Мельчор, Инес
Санта Инес Мельчор Уиса (исп. Santa Inés Melchor Huiza) — перуанская легкоатлетка, которая специализируется в беге на длинные дистанции. Серебряная призёрка чемпионата Южной Америки среди юношей 2000 года в беге на 3000 метров. В 2002 году заняла 3-е место в беге на 1500 метров, и стала победительницей на дистанции 3000 метров.

## Биография
В возрасте 17 лет выступила на Олимпиаде в Афинах. Она была самой юной участницей сборной страны на Олимпиаде. В беге на 5000 метров она не смогла выйти в финал. Чемпионка Южной Америки 2009 года на дистанциях 5000 и 10 000 метров. Заняла 25-е место на олимпийских играх 2012 года. В марафонском забеге она установила национальный рекорд, показав время 2:28.54.
В 2012 году дебютировала в марафоне. На Сеульском марафоне заняла 6-е место, показав время 2:30.04. В 2013 году заняла 2-е место на Боготинском полумарафоне.
Также обладает национальными рекордами в беге на 5000 метров — 16.00,41 и 10 000 метров — 33.11,79.
28 сентября 2014 года заняла 8-е место на Берлинском марафоне, установив новый рекорд Южной Америки — 2:26.48.